# AeroVironment Switchblade
L'AeroVironment Switchblade è una munizione circuitante (un tipo di arma noto anche come "drone suicida") in miniatura, progettata dall'esercito degli Stati Uniti d'America, realizzata dalla AeroVironment Inc. e utilizzata da diversi rami delle forze armate statunitensi. Abbastanza piccolo da stare in uno zaino, lo Switchblade viene lanciato da una canna simile a quella di un mortaio, dopodiché il piccolo drone apre le ali, si dirige nell'area del bersaglio e si schianta contro di esso facendo detonare la sua testata esplosiva. Il nome dello Switchblade deriva dal modo in cui le ali a molla sono ripiegate quando si trova all'interno della canna di lancio e dalla maniera in cui si aprono una volta che il drone ne è uscito: in inglese, infatti, "switchblade" significa "coltello a serramanico".
Entrato in servizio alle forze statunitensi nel 2011, lo Switchblade originario è stato ribattezzato Switchblade 300 dopo che nel 2020 è stata presentata la variante Switchblade 600, molto più grande e dalle aumentate capacità penetranti. Nel 2015 è disponibile anche la versione Blackwing, una variante dello Switchblade 300 priva di testata.

## Sviluppo
Concepito dal comando operazioni speciali dell'aeronautica militare statunitense (in inglese: US Air Force Special Operations Command, AFSOC) e sviluppato dall'esercito, lo Switchblade aveva lo scopo di aiutare le truppe statunitensi a rispondere alle imboscate nemiche in Afghanistan.
Considerando che il comune supporto aereo ravvicinato richiede diverso tempo per essere messo in pratica, è costoso da condurre e rischia di causare danni collaterali nelle aree urbane, che i missili guidati portatili come l'FGM-148 Javelin sono costosi (circa 256000 $ l'uno per il modello citato) e pochi o nessuno fanno parte del comune armamento di una pattuglia comune, e che i droni portatili come il Raven o il Puma possono in effetti individuare eventuali minacce ma sono comunque privi di sistemi d'arma, lo Switchblade, con il suo costo relativamente basso (circa 6000 $ al pezzo per lo Switchblade 300), la sua facilità di trasporto e la sua capacità di individuare e colpire i combattenti nemici dall'alto, risulta essere particolarmente utile ed efficiente nell'offrire appoggio alle truppe a terra.
Il 29 luglio 2011, l'esercito degli Stati Uniti ha assegnato alla AeroVironment un contratto da 4,9 milioni di dollari per la "rapida messa in opera" di un numero imprecisato di Switchblade destinate alle forze armate statunitensi impegnate in Afghanistan. Il 20 marzo 2012 il totale della cifra è stato portato a 10 milioni di dollari.
Nel maggio 2012, il Corpo dei Marines degli Stati Uniti (USMC) ha iniziato a ordinare Switchblade per consentire alle proprie truppe di colpire le squadre nemiche impegnate nel posizionamento di ordigni esplosivi improvvisati e obiettivi simili. Di solito, quando viene richiesto supporto aereo, gli attaccanti scappano prima che un drone, un elicottero d'attacco, un cacciabombardiere o comunque le forze richieste possano arrivare sulla posizione. Inoltre, i marines hanno riscontrato casi in cui non era stato possibile ottenere supporto aereo a causa del fatto che altre unità avevano ricevuto la priorità. Il fatto che gli Switchblade siano abbastanza piccoli da poter essere contenuti nei tipici equipaggiamenti di un marine, ossia l'ALICE o il MOLLE, unitamente alla loro capacità di agganciare e seguire un bersaglio una volta selezionato hanno quindi fatto propendere anche l'USMC per la loro adozione.
I primi 75 Switchblade sono stati forniti ai soldati statunitensi in Afghanistan alla fine del 2012 e già nel gennaio 2013 si erano potuti contare diversi e proficui impieghi. Sebbene i militari non avessero confermato i dettagli sul loro dispiegamento, efficacia o impiego tattico, i comandanti dei vari reparti hanno riferito che i piccoli droni si erano rivelati "molto efficaci". Poco dopo, i vertici dell'esercito nel teatro afgano hanno chiesto un aumento del numero di tali dispositivi: il numero richiesto non è stato specificato, ma alcune fonti affermano che sia stato "enormemente superiore" rispetto ai 75 sistemi inizialmente forniti e che abbia superato i limiti di budget. Nel tempo gli Switchblade hanno guadagnato ulteriore notorietà sia tra i soldati che lo usavano, sia tra i nemici presi di mira, in particolare i primi hanno affermato di considerarlio uno strumento prezioso utile soprattutto per ridurre i danni collaterali. A differenza della maggior parte delle altre armi, infatti, gli Switchblade consentono di annullare o interrompere una missione se la situazione cambia dopo il lancio, fornendo quindi la possibilità di ingaggiare un bersaglio secondario o far autodistruggere il dispositivo senza provocare vittime o danni alle proprietà.
Il 28 agosto 2013, AeroVironment ha annunciato di aver ricevuto cinque contratti per un totale di 15,8 milioni di dollari per fornire più sistemi Switchblade, attrezzature ausiliarie e supporto all'esercito. Una settimana dopo, il Pentagono ha stipulato con la società un ulteriore contratto del valore di 6,6 milioni di dollari. Il 5 settembre 2013, AeroVironment si è poi aggiudicata una modifica del contratto, per un importo di 29 milioni di dollari, finalizzata alla fornitura di sistemi Switchblade e hardware e servizi di supporto associati, per un valore totale di 51,4 milioni di dollari in contratti annunciati in soli nove giorni.
Dalla data della loro introduzione fino alla fine dell'Operazione Enduring Freedom, avvenuta il 28 dicembre 2014, si stima che oltre 4 000 Switchblade siano stati schierati in Afghanistan.
Nell'aprile 2015, i marines hanno provato a lanciare uno Switchblade dal retro di un MV-22 Osprey. Il drone, che non era armato di testata, è stato lanciato e guidato con precisione verso un bersaglio, mostrando così che esso potrebbe essere lanciato dall'aeromobile in fase di volo e fungere come strumento di sorveglianza armato controllato a distanza all'Osprey.
Il 28 aprile 2016, AeroVironment ha annunciato di aver sviluppato un aggiornamento per il sistema di missili tattici Switchblade denominato Block 10C, mentre nell'ottobre 2016, l'azienda ha sviluppato il Multi-Pack Launcher (MPL), un sistema per trasportare e lanciare in remoto diversi Switchblade. Nell'ottobre 2020 AeroVironment ha presentato lo Switchblade 600, una versione più grande e potente della precedente, ribattezzata Switchblade 300, che, al momento della presentazione, aveva già effettuato almeno 60 voli di prova da lanci a terra contro bersagli fissi e mobili. Sempre nell'ottobre 2020 è stata poi annunciata l'esistenza di un progetto congiunto tra AeroVironment e Kratos Defense & Security Solutions volto allo sviluppo di un "veicolo aereo da combattimento senza pilota ad alta velocità e lungo raggio" utile a fungere da nave madre da cui lanciare Switchblade 300 in gran numero.
Il 31 marzo 2021, AeroVironment si è aggiudicata un contratto da 26,1 milioni di dollari da parte parte del SOCOM, al quale a metà del 2017 erano stati consegnati 350 Switchblades 300 da impiegare nella lotta contro lo Stato Islamico, per la fornitura di sistemi Switchblade 600.
Il 16 marzo 2022, in seguito all'invasione russa dell'Ucraina, la Casa Bianca ha annunciato che "100 sistemi aerei tattici senza pilota" sarebbero stati forniti all'Ucraina nell'ambito di una fornitura di aiuti militari da 800 milioni di dollari. Ciascuno di questi sistemi costituisce "un pacchetto composto da un sistema di lancio e controllo a terra e da un numero potenzialmente variabile di droni". Secondo fonti giornalistiche che citano una fonte militare statunitense, ciascuno di questi sistemi contiene 10 droni Switchblade, nella versione 300 oppure 600, per un totale di 1 000.

## Progetto

### Switchblade 300

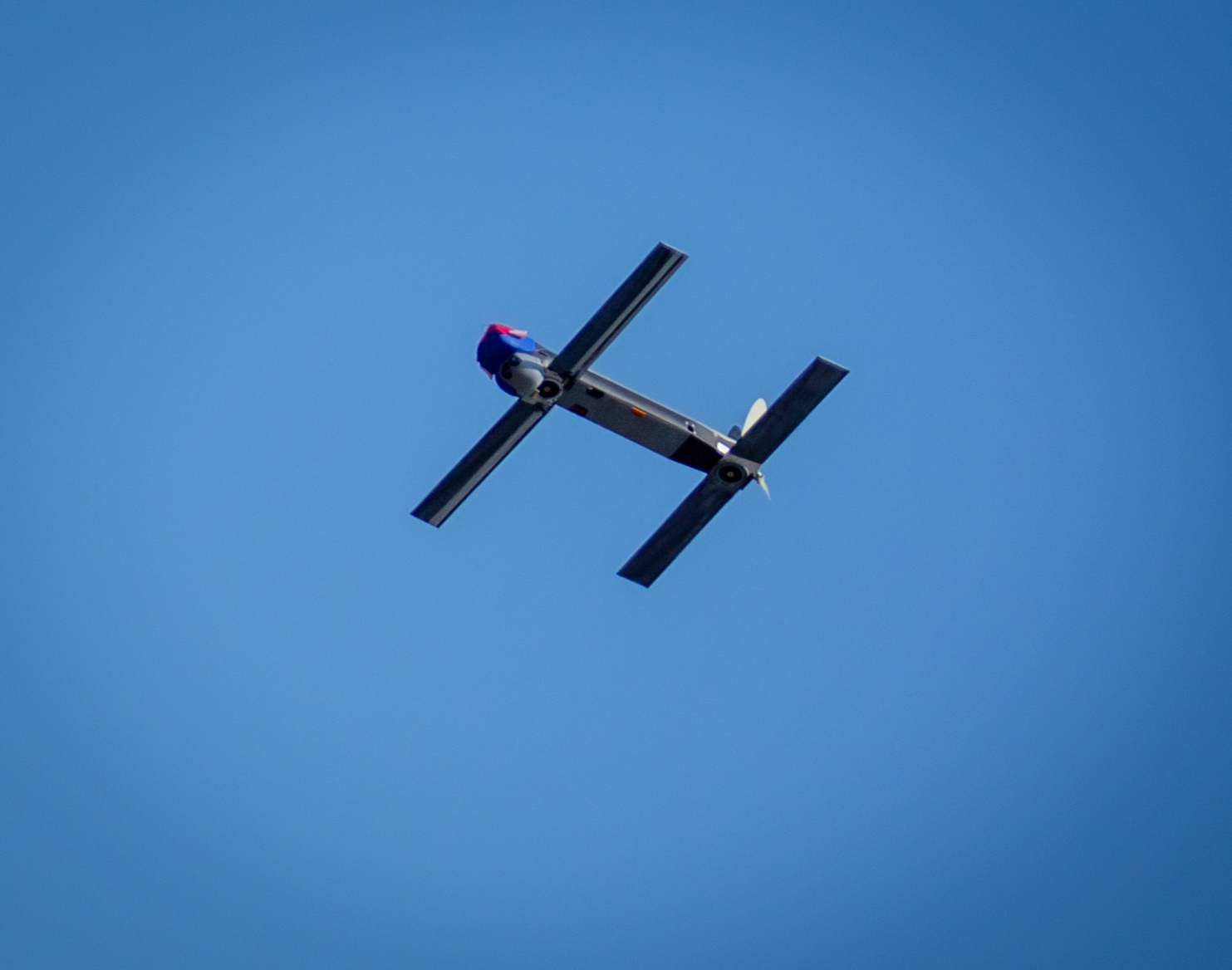
Uno Switchblade 300 in volo.

Lo Switchblade 300 è progettato come un aeromobile a pilotaggio remoto (APR) utilizzabile per aumentare la potenza di fuoco di precisione di unità di fanteria delle dimensioni di un plotone. Di fatto esso soddisfa i bisogni di piccole squadre e plotoni che si trovino a non avere una sufficiente capacità comunicativa per richiedere un appoggio tattico con lancio di missili nelle zone su cui intendono intervenire. Ogni dispositivo è lungo 610 mm e pesa circa 2,7 kg, inclusa la custodia per il trasporto e il lanciatore, il che lo rende abbastanza piccolo e leggero da poter essere trasportato da un soldato.
Il piccolo drone può essere controllato fino a 10 km di distanza, tuttavia le sue piccole dimensioni limitano la durata del suo utilizzo a soli 10 minuti. Ciò lo rende inadatto a ruoli di ricognizione, ma il sistema si rivela comunque utile per colpire, con una spesa minima, bersagli a lungo raggio e aiutare a soccorrere le unità bloccate dal fuoco nemico. Lo Switchblade 300 è dotato di una  fotocamera a colori e di un sistema di geolocalizzazione GPS, che servono a identificare, tracciare e colpire bersagli, in aggiunta alla possibilità di essere programmato per seguire una determinata rotta. La sua testata ha una carica esplosiva equivalente a una granata da 40 mm, sufficiente a colpire e distruggere veicoli corazzati leggeri e uomini. Nel caso in cui le condizioni mutino così da portare all'annullamento dell'operazione, l'operatore può richiamare lo Switchblade per dirottarlo su un altro bersaglio o per autodistruggerlo. Contrariamente ad altri APR, lo Switchblade non può essere riportato a terra; per questo le forze armate statunitensi lo identificano come munizione circuitante piuttosto che come vero e proprio drone.
Il drone è azionato da un motore elettrico, così che il volo silenzioso, unitamente alle sue dimensioni ridotte, rendono estremamente difficile rilevarlo o tentare di intercettarlo, consentendogli di avvicinarsi a un bersaglio con una velocità massima di 157 km/h. Lo Switchblade 300 utilizza la stessa stazione di controllo a terra (GCS) degli altri APR prodotti da AeroVironment tra cui il Wasp, l'RQ-11 Raven e l'RQ-20 Puma. Ciò consente di coordinare l'utilizzo di piccoli APR a lunga autonomia, volto alla ricognizione degli obiettivi, con quello degli Switchblade, che possono entrare in azione una volta che i bersagli sono già stati identificati.
La testata è stata progettata specificamente per avere una potenza di fuoco controllata atta a ridurre i danni collaterali attraverso un'esplosione che si sviluppa lungo la direzione di volo del drone e non si espande quindi a 360 gradi. La testata può essere programmata per esplodere ad una certa altezza, che può essere decisa dall'operatore sia prima del lancio del drone sia in volo, e può anche essere fatta detonare a comando per distruggere in volo lo Switchblade. In fase di picchiata l'operatore può abortire la missione fino a 4 secondi prima dell'impatto.
Oltre all'uso contro bersagli a terra, la SRC Inc. ha scritto un software che permette di combinare lo Switchblade con sensori, per l'intercettazione di APR ostili. Tale sistema prevede l'utilizzo dello Switchblade assieme a un radar di controbatteria e a un sistema per disturbo di frequenza, detto jammer, che possono essere tutti trasportati da un'Humvee. L'intercettazione di un drone nemico avviene in diversi step: se il drone riesce superare i caccia di copertura o è troppo piccolo perché questi lo possano prendere di mira, esso viene rilevato dal radar e il suo collegamento dati con la stazione di controllo viene interrotto dal jammer. Se però il drone resiste anche all'azione del jammer, allora è possibile lanciare uno Switchblade per distruggerlo.

### Switchblade 600
Lo Switchblade 600, introdotto nel 2020, ha lo stesso principio di funzionamento della versione 300 ma pesa dieci volte di più, ossia circa 25 kg, può essere comandato fino a circa 40 km (distanza che può raggiungere in circa 20 minuti di volo) e ha un'autonomia di 40 minuti. Rispetto allo Switchblade 300, la versione 600 ha anche una velocità massima più elevata, pari a 185 km/h e trasporta una testata anticarro basata su quella dei già citati missili Javelin, il che lo rende adatto a neutralizzare i veicoli corazzati.
Un sistema di controllo basato su tablet touchscreen permette di controllare manualmente i droni o di lasciarli in modalità automatica dopo averli programmati, con una comunicazione che risulta protetta da sistemi integrati di criptazione dei dati.

## Utilizzatori
Stati Uniti
- Forze armate degli Stati Uniti d'America

 Regno Unito
- Forze armate del Regno Unito

 Ucraina
- Forze armate dell'Ucraina